# Wilhelmus à Brakel
Wilhelmus à Brakel  (2 de janeiro de 1635–30 de outubro de 1711), também denominado como "Pai Brakel", foi um contemporâneo de Gisbertus Voetius e Hermann Witsius e um importante representante da Segunda Reforma Holandesa (conhecida em holandês como Nadere Reformatie).

## Biografia
À Brakel era mais conhecido por seu trabalho com a Reforma Adicional, que foi contemporânea e muito influenciada pelo puritanismo inglês.
À Brakel e seu ministério funcionaram no centro aproximando desse movimento pietista, tanto histórica quanto teologicamente. Começando em 1606 com o ministério de seu pai, Willem Teellinck da Reforma Adicional, e terminando em 1784 com a morte de Theodorus Vander Groe, o ministério de à Brakel, particularmente seu pastorado mais importante em Rotterdam de 1683-1711, cai no meio de a linha do tempo. Mais significativamente, seu ministério representou um equilíbrio notável da Reforma Adicional em relação a seus estágios iniciais e finais.